# Andrzej Hołowiej
Andrzej Hołowiej (ur. 2 kwietnia 1952 w Miastku, zm. 16 grudnia 1994) – polski kierowca wyścigowy.

## Biografia
Gokarta po raz pierwszy prowadził w wieku trzynastu lat. W 1966 roku rozpoczął naukę w Technikum Samochodowym w Koszalinie, zaś karierę zawodniczą rozpoczął rok później. W sezonie 1970 zadebiutował w kartingowym Pucharze Pokoju i Przyjaźni. W 1970 roku zdobył kartingowe wicemistrzostwo Polski w kategorii popularnej. Podobnym osiągnięciem wykazał się w latach 1973 i 1976–1977 w kategorii wyścigowej. W sezonach 1978—1979 został mistrzem Polski. Ponadto dwukrotnie był sklasyfikowany w pierwszej dziesiątce Pucharu Pokoju i Przyjaźni (1973 – dziesiąte miejsce, 1976 i 1978 – ósme). Startował również w kartingowych mistrzostwach Europy. Kartingową karierę zakończył pod koniec 1979 roku, kiedy to jego zdaniem niesłusznie obarczono go winą za wypadek podczas jednego z zawodów.
Jesienią 1979 roku przeprowadził się do Gdańska i wstąpił do GAMK Budowlani. Klub zapewnił Hołowiejowi sprowadzonego z Czechosłowacji MTX 1-03, którym zawodnik w 1980 roku zadebiutował w Formule Easter. Hołowiej przerobił w swoim pojeździe przekładnię kierowniczą i zaadaptował do Formuły Easter kartingowy styl jazdy, polegający na wchodzeniu w zakręty poślizgami. Trzykrotnie zdobył mistrzostwo Polskiej Formuły Easter, co miało miejsce w latach 1981–1983. W 1981 roku uczestniczył w wyścigowym Pucharze Pokoju i Przyjaźni. Na początku lat 80. otrzymał propozycję startów w Austriackiej Formule Ford, którą odrzucił ze względu na stan wojenny. Z kolei po zakończeniu sezonu 1983 nie otrzymał nowego MTX 1-06 od Polskiego Związku Motorowego, po czym odrzucił propozycję zakupu nowego samochodu przez GAMK Budowlani i zakończył karierę z powodu braku sprzętu.
Ukończył studia na Akademii Wychowania Fizycznego we Wrocławiu. Po zakończeniu kariery zawodniczej szkolił młodych kierowców. Zmarł po ciężkiej chorobie w 1994 roku. Został pochowany na Cmentarzu Komunalnym w Koszalinie.

## Życie prywatne
Był żonaty z Teresą. Miał dwoje dzieci: Kajetana (ur. 1979) i Olgę (ur. 1981).

## Upamiętnienie
W 2015 roku Hołowiej został patronem Motoparku Koszalin.

## Wyniki
| Legenda oznaczeń w tabelach wyników Wyświetl szablon na nowej stronie | Legenda oznaczeń w tabelach wyników Wyświetl szablon na nowej stronie                                                                     |
| Oznaczenie                                                            | Wyjaśnienie |
| --------------------------------------------------------------------- | --- |
| Złoty                                                                 | Zwycięzca lub mistrzostwo |
| Srebrny                                                               | 2. miejsce lub wicemistrzostwo |
| Brązowy                                                               | 3. miejsce lub II wicemistrzostwo |
| Zielony                                                               | Ukończył, punktował (w klasyfikacji generalnej, gdy zdobył co najmniej jeden punkt na przestrzeni sezonu, poza trzema powyższymi opcjami) |
| Niebieski                                                             | Ukończył, nie punktował (w klasyfikacji generalnej, gdy nie zdobył co najmniej jednego punktu na przestrzeni sezonu)                      |
| Czerwony                                                              | Nie zakwalifikował się (NZ) |
| Czerwony                                                              | Nie prekwalifikował się (NPK) |
| Różowy                                                                | Nie ukończył (NU) |
| Różowy                                                                | Niesklasyfikowany (NS) (w klasyfikacji generalnej, gdy nie został sklasyfikowany w żadnym wyścigu sezonu)                                 |
| Czarny                                                                | Zdyskwalifikowany (DK) |
| Czarny                                                                | Wykluczony (WYK/EX) |
| Biały                                                                 | Nie wystartował (NW) |
| Biały                                                                 | Kontuzjowany (K/INJ) |
| Biały                                                                 | Wyścig odwołany (OD/C) |
| Bez koloru                                                            | Został wycofany (WYC/WD) |
| Bez koloru                                                            | Nie przybył (NP/DNA) |
| Bez koloru                                                            | Nie brał udziału w treningach (NT/DNP) |
| Bez koloru                                                            | Nie został zgłoszony (–) |
| Pogrubienie                                                           | Start z pole position |
| Kursywa                                                               | Najszybsze okrążenie wyścigu |
| †                                                                     | Nie ukończył, ale jego rezultat został zaliczony ze względu na przejechanie więcej niż 90% dystansu wyścigu.                              |
| *                                                                     | Sezon w trakcie |
| 1/2/3                                                                 | Punktowana pozycja w sprincie kwalifikacyjnym                                                                                             |
| Lista systemów punktacji Formuły 1                                    | |

### Puchar Pokoju i Przyjaźni
| Rok  | Samochód | Silnik | Wyniki w poszczególnych eliminacjach | Wyniki w poszczególnych eliminacjach | Wyniki w poszczególnych eliminacjach | Wyniki w poszczególnych eliminacjach | Wyniki w poszczególnych eliminacjach | Pkt. | Msc. |
| ---- | -------- | ------ | ------------------------------------ | ------------------------------------ | ------------------------------------ | ------------------------------------ | ------------------------------------ | ---- | ---- |
| 1981 |          |        | Czechosłowacja                       | Polska                               |                                      |                                      |                                      | 72   | 20   |
| 1981 | MTX 1-03 | Łada   | 11                                   | 7                                    | -                                    | -                                    | -                                    | 72   | 20   |

### Polska Formuła Easter
| Rok  | Zespół                | Samochód | Silnik | Wyniki w poszczególnych eliminacjach | Wyniki w poszczególnych eliminacjach | Wyniki w poszczególnych eliminacjach | Wyniki w poszczególnych eliminacjach | Wyniki w poszczególnych eliminacjach | Wyniki w poszczególnych eliminacjach | Pkt. | Msc. |
| ---- | --------------------- | -------- | ------ | ------------------------------------ | ------------------------------------ | ------------------------------------ | ------------------------------------ | ------------------------------------ | ------------------------------------ | ---- | ---- |
| 1980 |                       |          |        | Polska                               | Polska                               | Polska                               | Polska                               | Polska                               | Polska                               | 152  | 8    |
| 1980 | GAMK Budowlani Gdańsk | MTX 1-03 | Łada   | 7                                    | 8                                    | 11                                   | -                                    | 8                                    | 5                                    | 152  | 8    |
| 1981 |                       |          |        | Polska                               | Polska                               | Polska                               | Polska                               | Polska                               |                                      | 196  | 1    |
| 1981 | GAMK Budowlani Gdańsk | MTX 1-03 | Łada   | 2                                    | 1                                    | 1                                    | 1                                    | NU                                   |                                      | 196  | 1    |
| 1982 |                       |          |        | Polska                               | Polska                               | Polska                               | Polska                               |                                      |                                      | 150  | 1    |
| 1982 | GAMK Budowlani Gdańsk | MTX 1-03 | Łada   | 1                                    | 1                                    | 1                                    | 1                                    |                                      |                                      | 150  | 1    |
| 1983 |                       |          |        | Polska                               | Polska                               | Polska                               | Polska                               | Polska                               |                                      | 200  | 1    |
| 1983 | GAMK Budowlani Gdańsk | MTX 1-03 | Łada   | 2                                    | 1                                    | 1                                    | 1                                    | 1                                    |                                      | 200  | 1    |